# Régis Le Bris
Régis Le Bris (Pont-l’Abbé, Finistère, 1975. december 6. –) francia labdarúgó, edző, a Sunderland menedzsere.
Játékosként kilenc éves pályafutása során játszott a Stade Rennais, a Stade Lavallois és a Ronse csapataiban, utánpótlás-válogatott volt U15-ös, U16-os és U17-es szinten. Edzői pályafutását a Wasquehal Football utánpótlás csapatainál kezdte, mielőtt leszerződtette a Rennais U19-es csapata. 2007-ben bajnok lett velük, egy évvel később kupát nyertek. 2012-ben a Lorient utánpótlás-fejlesztési igazgatója lett, együtt az U17-es csapat edzői posztjával. 2015-ben átvette a Lorient B irányítását, olyan játékosok fejlődésében játszott nagy szerepet, mint Mattéo Guendouzi, Illan Meslier, Alexis Claude-Maurice és Enzo Le Fée. 2022 májusában kinevezték a felnőtt csapat élére, 2024-ben kiestek, közös megegyezéssel hagyta el a klubot. Ekkor nevezte ki a Sunderland, első szezonjában a másodosztály rájátszása megnyerésével feljutott a csapattal.

## Statisztika
Frissítve: 2025. május 24.
| Csapat     | -tól             | -ig              | Teljesítmény | Teljesítmény | Teljesítmény | Teljesítmény | Teljesítmény | Teljesítmény | Teljesítmény | For.  |
| Csapat     | -tól             | -ig              | M            | Gy           | D            | V            | G+           | G–           | Gy%          | For.  |
| ---------- | ---------------- | ---------------- | ------------ | ------------ | ------------ | ------------ | ------------ | ------------ | ------------ | ----- |
| Lorient    | 2022. június 27. | 2024. június 22. | 76           | 23           | 20           | 33           | 104          | 123          | 30,26        | [ 9 ] |
| Sunderland | 2024. július 1.  | jelenlegi        | 51           | 23           | 14           | 14           | 64           | 51           | 45,10        |       |
| Összesen   | Összesen         | Összesen         | 127          | 46           | 34           | 47           | 168          | 174          | 36,22        | —     |